# Фесюра Вячеслав Олександрович
Вячеслав Олександрович Фесюра — український військовослужбовець, молодший лейтенант Збройних Сил України, учасник російсько-української війни, який відзначився під час відбиття російського вторгнення в Україну. Герой України (2025).

## Життєпис
Під час повномасштабного російського вторгнення — молодший лейтенант 60-ї окремої механізованої бригади, командир штурмової групи «Безславні». 
12 травня 2025 року Президент України Володимир Зеленський вручив молодшому лейтенанту Фесюрі орден «Золота Зірка». Під час заходу було повідомлено, що він — «доброволець із 2014 року, командир штурмової групи, був неодноразово поранений, але попри це продовжує захищати Україну. У 2024–2025 роках особисто керував штурмами та оборонними діями на Донеччині, під час яких його група знищила понад 25 окупантів, відбила численні атаки, повернула втрачені позиції та сприяла стабілізації фронту».

## Нагороди
- звання Герой України з врученням ордена «Золота Зірка» (8 травня 2025) — за особисту мужність і героїзм, виявлені у захисті державного суверенітету та територіальної цілісності України, самовіддане служіння Українському народові[4].
- Орден «За мужність» II ступеня (7 травня 2025) — за особисту мужність, виявлену у захисті державного суверенітету та територіальної цілісності України, самовіддане виконання військового обов'язку[5].
- Орден «За мужність» III ступеня (4 червня 2024) — за особисту мужність, виявлену у захисті державного суверенітету та територіальної цілісності України, самовіддане виконання військового обов'язку[6].
- Медаль «Захиснику Вітчизни» (18 квітня 2019) — за особисті заслуги у захисті державного суверенітету та територіальної цілісності України, мужність і самовіддані дії, виявлені під час виконання службового обов'язку[7].